# Grüne Riffseescheide
Die Grüne Riffseescheide (Didemnum molle) ist ein sessiles, koloniales (Tierstöcke bildendes) Manteltier (Tunicata), das sehr zahlreich in den Korallenriffen des tropischen Indopazifik vorkommt. Die Grüne Riffseescheide lebt auf belichteten Hartböden in Tiefen von einem bis 70 Metern. Die Tiere gehören zu den häufigsten Seescheiden und besiedeln auch künstliche Substrate, wie alte Angelschnüre oder Fischernetze.

## Merkmale
Die Kolonien sind kugel-, tonnen- oder urnenförmig und erreichen eine Höhe von drei bis zehn Zentimetern. An der Oberseite befindet sich die Ausströmöffnung des gemeinsamen Kloakenraums aller Einzeltiere (Zooide), die Außenwand der Kolonie ist von winzigen Einströmöffnungen übersät, je eins für jedes Einzeltier. Ein einzelner Zooid ist nur 1,5 mm lang. Der Mantel enthält kugelige, morgensternförmige Kalkelemente (0,005 bis 0,015 mm Durchmesser), dennoch ist die Außenhaut sehr weich. Auch die feinen Fäden, mit denen sich die Grüne Riffseescheide auf dem Substrat befestigt, enthalten diese Kalksklerite. Die Kolonie ist weißlich, grünweiß oder bräunlich gefärbt. Junge Kolonien sind vor allem grün. Die Färbung hängt von Pigmenten, der Konzentration der Kalksklerite und den Cyanobakterien der Gattung Prochloron ab, die mit der Grünen Riffseescheide in Symbiose leben und den gemeinsamen Kloakenraum der Kolonie besiedeln. Der Innenraum und der Rand der Ausströmöffnung sind durch die Prochloron-Cyanobakterien intensiv grün gefärbt. Die Grüne Riffseescheide ernährt sich teilweise von Nährstoffen, die die Prochloron-Bakterien produzieren. Ansonsten sind sie Filtrierer.
Aus Aquarienbeobachtungen, bei denen sich die Grüne Riffseescheide langsam an einer Aquarienscheibe aufwärts bewegte, weiß man, dass sie ihren Standort verändern können.

## Fortpflanzung
Die Fortpflanzung findet das ganze Jahr über statt. Es findet eine innere Befruchtung statt, die Larven entwickeln sich zunächst im gemeinsamen Kloakenraum, und werden danach ins freie Wasser entlassen, um sich einen neuen Standort zu suchen. Während der kurzen, freischwimmenden Phase führen die Larven Prochloron-Cyanobakterien in einer behaarten Schwellung am Hinterkörper mit sich. Aus den kaulquappenähnlichen, ohne Schwanz 9 mm langen Larven entwickelt sich zunächst ein einzelner Zooide, der durch Knospung weitere Zooide abschnürt und so mit der Zeit einen Tierstock bildet. Ein großer Tierstock kann sich teilen und Tochterkolonien gründen, die zunächst noch durch Mantelfortsätze miteinander verbunden sind. Deshalb findet man Grüne Riffseescheiden meist in dichten Gruppen von mehreren Kolonien nebeneinander.